# سرگئی کرامارنکو (بازیکن فوتبال، زاده ۱۹۴۶)
سرگئی کرامارنکو (روسی: Серге́й Серге́евич Крамаренко؛ ۲۰ مهٔ ۱۹۴۶ – ۲۵ مارس ۲۰۰۸) بازیکن فوتبال اهل اتحاد جماهیر شوروی سوسیالیستی بود.
از باشگاه‌هایی که در آن بازی کرده‌است می‌توان به باشگاه فوتبال چورنومورتس اودسا، باشگاه فوتبال گویازان قزاق، باشگاه فوتبال خزر لنکران، و باشگاه فوتبال نفتچی باکو اشاره کرد.